# إلسا والنبرغ
إلسا والنبرغ (بالسويدية: Elsa Wallenberg) مواليد 26 يناير 1877 في السويد - الوفاة 17 أكتوبر 1951 في ستوكهولم، كانت لاعبة كرة مضرب سويدية. سبق أن شاركت في دورة الألعاب الأولمبية الصيفية حيث نافست في مسابقة فردي السيدات في الألعاب الأولمبية الصيفية 1908 ووصلت إلى النهائي لكن خسرته.

## روابط خارجية
- إلسا والنبرغ على موقع الاتحاد الدولي لكرة المضرب (الإنجليزية)
- إلسا والنبرغ على موقع أوليمبيديا (الإنجليزية)
- إلسا والنبرغ على موقع اللجنة الأولمبية السويدية (السويدية)